# Calciatore sudamericano dell'anno 1971
Il premio di calciatore sudamericano dell'anno per il 1971 fu assegnato a Tostão, calciatore brasiliano del Cruzeiro.

## Classifica
| Pos. | Calciatore            | Naz.      | Club             |
| ---- | --------------------- | --------- | ---------------- |
| 1.   | Tostão                | Brasile   | Cruzeiro         |
| 2.   | José Pastoriza        | Argentina | Independiente    |
| 3.   | Luis Artime           | Argentina | Nacional         |
| 4.   | Teófilo Cubillas      | Perù      | Alianza Lima     |
| 5.   | Gérson                | Brasile   | San Paolo        |
| 6.   | Pelé                  | Brasile   | Santos           |
| 7.   | Ladislao Mazurkiewicz | Uruguay   | Atlético Mineiro |
| 8.   | Jairzinho             | Brasile   | Botafogo         |
| 9.   | Rivelino              | Brasile   | Corinthians      |
| 10.  | Héctor Chumpitaz      | Perù      | Universitario    |